# Чукмарлы
Чукмарлы — село в Сармановском районе Татарстана. Административный центр Чукмарлинского сельского поселения.

## География
Находится в восточной части Татарстана на расстоянии приблизительно 9 км на запад-северо-запад по прямой от районного центра села Сарманово.

## История
Основано во второй половине XVIII века. До 1860-х годов жители учитывались как башкиры. В начале XX века упоминалось о наличии двух мечетей и двух медресе.
В «Списке населенных мест по сведениям 1870 года», изданном в 1877 году, населённый пункт упомянут как деревня Чукмарлы 2-го стана Мензелинского уезда Уфимской губернии. Располагалась при речке Чукмарле, по левую сторону коммерческого тракта из Бирска в Мамадыш, в 65 верстах от уездного города Мензелинска и в 30 верстах от становой квартиры в селе Александровское (Кармалы). В деревне, в 58 дворах жили 316 человек (164 мужчины и 152 женщины, тептяри). Жители занимались земледелием, скотоводством.
По сведениям переписи 1897 года, в деревне Чукмарлы Мензелинского уезда Уфимской губернии жили 859 человек (450 мужчин и 409 женщин), все мусульмане.

## Население
Постоянных жителей было: в 1816 - 29, в 1834 - 131, в 1870 - 316, в 1897 - 859, в 1906 - 517, в 1920 - 1132, в 1926 - 911, в 1938 - 905, в 1949 - 640, в 1958 - 556, в 1970 - 586, в 1979 - 544, в 1989 - 449, 400 в 2002 году (татары 100%), 348 в 2010.